# Moffans-et-Vacheresse
Moffans-et-Vacheresse é uma comuna francesa na região administrativa de Borgonha-Franco-Condado, no departamento de Alto Sona. Estende-se por uma área de 14,09 km². Em 2010 a comuna tinha 634 habitantes (densidade: 45 hab./km²).